# Alexis Blanc
Alexis Blanc (* 24. November 1970 in Annecy, Haute-Savoie) ist ein ehemaliger französischer Freestyle-Skier. Er war auf die Disziplin Aerials (Springen) spezialisiert und feierte sieben Weltcupsiege.

## Biografie
Alexis Blanc nahm im März 1987 an den Internationalen Jugendmeisterschaften am Suomutunturi teil und wurde in seiner Paradedisziplin Aerials Fünfter. Wenige Wochen später gab er sein Debüt im Freestyle-Skiing-Weltcup, konnte sich zunächst aber nicht in den Punkterängen klassieren. Im Januar 1991 gelangen ihm seine ersten drei Platzierungen unter den besten zehn. Bei den Weltmeisterschaften in Lake Placid wurde er Neunter. Ende der Saison belegte er als Dritter am Pyhätunturi seinen ersten Podestplatz.
Nach einer durchwachsenen Saison verbesserte sich Blanc 1992/93 wieder und konnte im Februar in La Plagne seinen ersten Weltcupsieg feiern. Bei den Weltmeisterschaften in Altenmarkt-Zauchensee wurde er unmittelbar hinter seinem Teamkollegen Jean-Marc Bacquin Vierter und erreichte damit sein bestes Ergebnis bei einem Großereignis. Im Rahmen der Olympischen Spiele von Lillehammer blieb er auf Platz 18 weit hinter den Medaillenrängen zurück. In der folgenden Saison gewann er das Springen am Oberjoch, konnte aber bei seinen Heimweltmeisterschaften in La Clusaz mit Rang 16 erneut nicht überzeugen. Seine erfolgreichste Saison hatte Blanc 1995/96. Dank Siegen in La Plagne, Piancavallo, Oberjoch und Hundfjället belegte er in der Aerials-Disziplinenwertung zum zweiten Mal hintereinander Rang vier. Anfang Dezember 1996 feierte er in Tignes einen weiteren Sieg, beendete die Saison fünf Wochen später aber vorzeitig und bestritt danach keine Weltcup-Springen mehr.
Im März 2006 gab Blanc bei den französischen Meisterschaften im Skicross ein Comeback und belegte Rang 13.

## Erfolge

### Olympische Spiele
- Lillehammer 1994: 18. Aerials

### Weltmeisterschaften
- Lake Placid 1991: 9. Aerials
- Altenmarkt-Zauchensee 1993: 4. Aerials
- La Clusaz 1995: 16. Aerials

### Weltcupwertungen
| Saison  | Gesamt | Gesamt | Aerials | Aerials |
| Saison  | Platz  | Punkte | Platz   | Punkte  |
| ------- | ------ | ------ | ------- | ------- |
| 1989/90 | 102.   | 2      | 38.     | 9       |
| 1990/91 | 34.    | 17     | 9.      | 152     |
| 1991/92 | 55.    | 10     | 17.     | 83      |
| 1992/93 | 17.    | 79     | 7.      | 476     |
| 1993/94 | 27.    | 66     | 11.     | 528     |
| 1994/95 | 16.    | 83     | 4.      | 664     |
| 1995/96 | 14.    | 85     | 4.      | 768     |
| 1996/97 | 89.    | 16     | 31.     | 128     |

### Weltcupsiege
Blanc errang im Weltcup 10 Podestplätze, davon 7 Siege:
| Datum             | Ort         | Land        | Disziplin |
| ----------------- | ----------- | ----------- | --------- |
| 27. Februar 1993  | La Plagne   | Frankreich  | Aerials   |
| 4. Februar 1995   | Oberjoch    | Deutschland | Aerials   |
| 15. Dezember 1995 | La Plagne   | Frankreich  | Aerials   |
| 20. Dezember 1995 | Piancavallo | Italien     | Aerials   |
| 10. Februar 1996  | Oberjoch    | Deutschland | Aerials   |
| 9. März 1996      | Hundfjället | Schweden    | Aerials   |
| 7. Dezember 1996  | Tignes      | Frankreich  | Aerials   |